# Vasyl Ustymenko
Vasyl Ustymenko (ukr. Василь Олександрович Устименко – Wasyl Ołeksandrowycz Ustymenko, ur. 1953) – matematyk.
Kierownik Zakładu Algebry i Matematyki Dyskretnej na Wydziale Matematyki, Fizyki i Informatyki Uniwersytetu Marii Curie-Skłodowskiej. Tytuł profesora zwyczajnego uzyskał w 1995 roku od Ministra Edukacji Ukrainy.
Specjalista, między innymi w dziedzinie algebry, teorii grup, teorii reprezentacji grup, kryptografii oraz teorii kodowania. Jako pierwszy zaproponował wykorzystanie grafów algebraicznych w kryptografii.

## Przebieg kariery
- Uniwersytet Marii Curie-Skłodowskiej w Lublinie: 2005–nadal
- Instytut Telekomunikacji i Globalnej Informacyjnej Przestrzeni Narodowej Akademii Nauk Ukrainy (Ukraina): 2006–nadal
- Akademia Mohylańska w Kijowie: 1996-1998, 2003-2005
- Uniwersytet Sułtana Kabusa (Oman): 2001-2003
- Uniwersytet Południowego Pacyfiku (Fidżi): 1998- 2001
- Uniwersytet Kijowski: 1979-1996
- Kijowski Instytut Urządzeń Hydraulicznych (Ukraina): 1976-1979